# روب سنكلير
روب سنكلير (بالإنجليزية: Rob Sinclair)‏ (29 أغسطس 1989 ببيدفورد في المملكة المتحدة - ) هو لاعب كرة قدم بريطاني في مركز الوسط. لعب مع ستيفيناغ بوروه وفوريست غرين ونادي لوتون تاون ونادي سالزبري سيتي ونادي ألدرشوت تاون.

## وصلات خارجية
- روب سنكلير على موقع قاعدة بيانات كرة القدم.إي يو (الإنجليزية)
- روب سنكلير على موقع Soccerbase.com (لاعب) (الإنجليزية)
- روب سنكلير على موقع Soccerway.com (الإنجليزية)